# アラン・プロヴォ
アラン・プロヴォ（Alain Provost、1938年 - ）は、 フランスのランドスケープアーキテクト。 1938年生まれ。1976年から1986年、ベルサイユ造園学校(ENSP)教授。1986年から1994年まで、パリにあった高等造園建築学校(ENSAP)学長。フランス・ペイサージュ連盟代表なども務めた。2003年にはダブリン・コリンズパーク・デザインコンペで審査員を務めている。代表作にヴァンセンヌの森の「花の公園」、「テムズ・バリア・パーク」（ドックランズの最東端、テムズ川の洪水を防止するためにつくられた水門、テムズ・バリアのふもとに広がる公園）やコンペティションで選出されて手がけた「アンドレ＝シトロエン公園」（パトリック・ベルジェ、ジル・クレモン、ジャン＝ポール・ヴィギエ、ジャン＝フランソワ・ジョドリらと。パリ15区）など。

## 主な作品
- AQUATC GARDEN(フランス・パリ,1969年，公園)
- PREFECTURE GARDENS(フランス・セルジーポントワース, 1972-1974年，公共庭園)
- ラ・クルヌーヴ公園(フランス・プレイン1972年から2000年，公園)
- JARDIN DES HALLES(フランス・パリ,1976-1977年，公共庭園)
- CLEARING UNDER THE EQUATOR(アフリカ旧植民地にて，1976年，公園)
- ELYSEE GARDENS(フランス・パリ,1980年，公共庭園)
- EAST GATE - パリ ジャルダン・ディ・ド・ロ・ラ·デファンス（LaDéfense）(フランス・パリ,1980年，公園)
- LA VILLETTE PARK(フランス・パリ,1981年，公園)
- DIDEROT PARK(フランス・パリ,1981-1992年，公園)
- LAGRANGE CASTLEQ(フランス・シャトー・ラグランジュ, 1984-1985年，公共庭園)
- PARADISE IN THE WADI(WADIの楽園）(中東1984年，公共庭園)
- セント・クリストファー公園(フランス・パリ,1985-1988年，業務施設)
- BEARN PARK(ベアンパーク）(フランス・サン＝クルー, 1986-1972年，公園)
- ユーロトンネル・ターミナル(フランス・カレー,1986-1992年，ターミナル)
- CITIS(フランス・エルヴィル・サン・クレール,1986-1998年，集合住宅)
- ウィルソン・スクエアー(フランス・Breat, 1986年，公共庭園)
- アンドレ・シトロエン公園(フランス・パリ,1987-1992, 2000-2001年，公園)
- FONTAINE GARDENS(フランス・ニーム1989年，公共庭園)
- CHATEAU DE VILLARCEAUX(フランス・チェルシー1991-1998年，美術館)
- RHONE BANKS(ローヌ·バンクス）(フランス・リヨン1991-2003年，公園)
- ルノー・テクノセンター(フランス・ギュイヤンクール,1992-2000年，研究施設)
- ROISSY POLE(ロアシーPOLE）(フランス・ロワシー, 1993-1995年，公園)
- ヴィラルソー城庭園再建(ヴィラルソー1994-1999年，)
- MOTORWAY A20(高速道路A20）(フランス・ブリーブ，1995-2000年，道路)
- テムズ・バリア公園(イギリス・ドックランズ1995-2000年，公園)
- MIRAGE(アラブ～ペルシャ湾岸1994年，公園)
- GARDEN OF PLEASURES(喜びの庭）(ドイツ・ベルリン, 1994年，公共庭園)
- RENAULT GROUNDS(ルノーGROUNDS）(フランス・ブローニュ＝ビヤンクール, 1995年，公園)
- THE NEW MUSEUM SQUARE(ニューミュージアムスクウェア）(ブリストル,1995年，美術館)
- PLANOISE PARK(PLANOISEパーク）(フランス・ベサンコン1996年，公園)
- THAMES EMBANKMENT(テムズの盛土）(イギリス1996年，美術館)
- PRINATE GARDEN(フランス1997年，個人庭園)
- プラド公園(フランス・マルセイユ1998年，公園)
- NATIONAL DISCOVERY PARK(国立ディスカバリーパーク）(イギリス・リバプール1998年，公園)
- カナリーワーフ広場(イギリス・ドックランズ1998年，公共庭園)
- PLANTS GARDEN(フランス・トゥールース2000年，美術館)
- LA HAUTE ILE(フランス・ヌイイ＝シュル＝マルヌ,2000年から，公園)
- セーヌ・サン(サンドニ、イルドフランス)